# Louis Ferrand (peintre)
Ne doit pas être confondu avec Louis Ferrand (évêque).
 (novembre 2018).
Si vous disposez d'ouvrages ou d'articles de référence ou si vous connaissez des sites web de qualité traitant du thème abordé ici, merci de compléter l'article en donnant les références utiles à sa vérifiabilité et en les liant à la section « Notes et références ».
Louis Ferrand, né le 8 janvier 1905 à Belle-Île-en-Mer et mort le 4 avril 1992  à Nantes, est un artiste peintre, graphiste et illustrateur français.

## Biographie
Diplômé de l'École Estienne en 1921, en tant que graveur, typographe et dessinateur. Il a illustré des livres, et de nombreuses publicités et logos de marques commerciales pour notamment Bourjois, Rodier, et Air France (1955-1969).
De 13 à 17 ans, Louis Ferrand s'initia au graphisme et à la typographie. Elève de Daussy, il pratiqua la gravure en relief (poinçons de caractères, fers, plaques à dorer, etc.). Outre l'Ecole Estienne, il fréquenta la Grande Chaumière et l'Académie des Beaux Arts.
Entre 17 et 20 ans, il conçut des têtes de lettres pour Ullmann, éditeur publicitaire. De 21 à 23 ans, ll fut ensuite directeur artistique chez l'éditeur publicitaire Tolmer. Puis, à 26 ans, il devint Art Director chez Arwin Wasy, agence américaine de publicité.
Il occupa le même poste de Directeur artistique pour les Tissus de Montescourt (création de tissus et jerseys) et à l'Agence R.L. Dupuy.
Il fut conseiller technique au Ministère de l'information (1939-40) (Comité technique de l'information) et aussi conseiller artistique de la Fonderie Typographique française (création de modèles typographiques parus dans la France graphique, etc.), des Tissus Rodier (publicité) et de la Société Générale de Fonderie (publicité, expositions, éditions).
Collaborateur du Figaro illustré à partir de 1929, il devint plus tard Directeur artistique de l'Album de la mode du Figaro, contribuant à la création complète de cet album dans sa nouvelle formule (1944-1948), assurant la formation des équipes, l'organisation des services, de la rédaction, de la mise en page, etc. Il collabora également à d'autres titres de presse: Rester jeune, Votre beauté, La Coiffure de Paris.
Il créa une méthode d'enseignement des arts graphiques et de la publicité (1939) et fut chargé de cours à l'Ecole de l'Union Centrale des Arts Décoratifs. Avec l'aide de Charles Peignot et de Sylvain Sauvage, Directeur de l'Ecole Estienne, il mit au point des cours supérieurs d'Art et de techniques graphiques, faisant appel à des conférenciers spécialistes de la profession. Louis Ferrand fut membre du conseil et du jury de l'Ecole Estienne.

## Conférences
- Lettres et caractères dans le graphisme actuel (séances d'information au Collège Estienne).
- Le graphisme dans l'esthétique industrielle – Lettres et marques (à l'Institut d'Esthétique Industrielle).

## Publications
- Les Marques, in Cahiers d'Estienne
- Ecriture de la mode, in Caractère
- La couleur dans l'art graphique et la publicité, in France graphique
- La publicité et l'architecture typographique, in France graphique
- Esprit et technique de l'annonce, in Arts et Métiers Graphiques
- La couleur dans la publicité-presse (quotidiens), in Industries graphiques